# Cédric Anselin
Cédric Anselin (Lens, 24 luglio 1977) è un allenatore di calcio ed ex calciatore francese, di ruolo centrocampista.

## Carriera

### Giocatore
Nel 1995, all'età di 18 anni, viene aggregato alla prima squadra del Bordeaux, club con cui già aveva giocato nelle giovanili; nella sua prima stagione da professionista vince la Coppa Intertoto UEFA e gioca 3 partite nella prima divisione francese, una partita in Coppa di Francia e 2 partite in Coppa UEFA: in particolare, prende parte ad entrambe le partite (andata e ritorno) della finale della competizione, persa con un complessivo 5-1 contro i tedeschi del Bayern Monaco, subentrando dalla panchina in entrambe le occasioni. L'anno seguente totalizza ulteriori 7 presenze (5 in campionato, una in Coppa di Francia ed una in Coppa di Lega), mentre nella stagione 1997-1998 gioca in prestito al Lilla, nella seconda divisione francese: qui totalizza 14 presenze ed una rete, facendo quindi ritorno al Bordeaux, con cui gioca un'ulteriore partita in prima divisione nella stagione 1998-1999, nella quale viene poi ceduto in prestito agli inglesi del Norwich City, con cui totalizza 7 presenze ed una rete nella seconda divisione inglese.
A fine anno viene riscattato dai Canaries, con cui nella stagione 1999-2000 gioca ulteriori 19 partite nella seconda divisione inglese; rimane in squadra anche per la maggior parte della stagione 2000-2001, nella quale però non viene mai impiegato in partite ufficiali; successivamente va in Scozia al Ross County, club della seconda divisione locale, con cui nella stagione 2001-2002 disputa 11 partite di campionato; passa quindi in Bolivia all'Oriente Petrolero, con cui nel 2003, anno in cui vince la Copa Aerosur (coppa nazionale boliviana), gioca 3 partite in Coppa Libertadores. Nel 2004 torna in Inghilterra, dove gioca per un breve periodo con i semiprofessionisti del Mildenhall Town; successivamente nella stagione 2004-2005 gioca 2 partite in Football League Two con il Cambridge Utd, per poi giocare fino al 2009, anno del suo ritiro, in vari club semiprofessionistici inglesi.

### Allenatore
Dal 2018 al 2020 allena i semiprofessionisti del Norwich United, in Eastern Counties Football League (nona divisione), club di cui in precedenza per 9 anni era stato vice allenatore.

## Palmarès

### Giocatore

#### Competizioni nazionali
- Copa Aerosur: 1

Oriente Petrolero: 2003

#### Competizioni internazionali
- Coppa Intertoto UEFA: 1

Bordeaux: 1995